# Phạm Bá Tuyến
Phạm Bá Tuyến là Thiếu tướng Công an nhân dân Việt Nam. Ông hiện giữ chức vụ Giám đốc Bệnh viện Y học cổ truyền, Bộ Công an Việt Nam.

## Tiểu sử
Năm 2012, Phạm Bá Tuyến là Đại tá, Phó Giám đốc Bệnh viện Y học cổ truyền, Bộ Công an Việt Nam.
Ngày 24 tháng 8 năm 2016, Đại tá Phạm Bá Tuyến được bổ nhiệm giữ chức vụ Giám đốc Bệnh viện Y học cổ truyền, Tổng cục Hậu cần - Kỹ thuật, Bộ Công an Việt Nam.
Tháng 1 năm 2017, ông được thăng quân hàm Thiếu tướng Công an nhân dân Việt Nam.
Tháng 3 năm 2017, Thiếu tướng, Tiến sĩ Phạm Bá Tuyến được Chủ tịch nước Việt Nam phong tặng danh hiệu thầy thuốc ưu tú.